# 合肥之战 (506年)
合肥之战，506年（南梁天監五年、北魏正始三年），梁将韦叡率军进攻北魏合肥（今安徽省合肥市）获胜的作战。
506年，南梁与北魏在淮水南北展开攻防战。五月，梁豫州刺史韦叡派长史王超等进攻北魏小岘（今安徽省含山县北），没有成功。魏军数百人出城外列阵。韦叡想要发动进攻，部将都不同意，以为梁军只有轻装，未作战备，应该突袭，不可硬拼。如若进攻，应该先回营穿上铠甲。韦叡认为，小岘城中只有魏军两千余人坚守，敢以少数兵力设阵在栅门外，必有精兵勇将，若能打败他们，城池将不攻自破，遂出示符节，晓以军法，下令发起进攻。梁军大败魏军，占据小岘，乘胜围攻合肥。因梁右军司马胡景略等久攻不克，韦叡令在淝水上游构筑堤坝，使水位上涨，疏通水路。不久，南梁水军陆续抵达战区。面对梁军的进攻，魏军在合肥东西构筑两座小城抵御。韦叡领兵先攻此二城。魏将杨灵胤率五万人马攻来。梁军奏请增兵。韦叡以为来不及，派军主王怀静等部署在淝水两岸筑城，保护堤坝，以等待魏军。魏军攻克梁軍所筑新城，斩杀俘虏千余人，乘胜攻击梁军堤坝。韦叡领兵力斗，击退魏军，在堤上筑营垒，加强防护。同时起用主力战舰，舰与合肥城墙同高，四面包围合肥。魏守将杜元伦登城督战，被射死。梁军发起总攻，攻克合肥，俘魏军万余人，获牛羊万计。